# Тетринская волость
Тетринская волость — административно-территориальная единица в составе Кемского, Кольского (с 1899 — Александровского), Мурманского уездов Архангельской губернии и Мурманской губернии РСФСР с центром в селе Тетрино, существовавшая в 1861—1927 годах.
Тетринская волость в составе Кемского уезда была образована в 1861 году как Тетринское сельское общество. В конце 1860-х годов оно стало именоваться волостью. В 1883 году Тетринская волость вошла в новый Кольский уезд (в 1899 году он был переименован в Александровский).
К концу мая 1920 года Тетринская волость была разделена на следующие сельсоветы: Пялицкий, Тетринский, Чаваньгский и Чапомский.
В 1921 году Тетринская волость вошла в новую Мурманскую губернию.
1 августа 1927 года Тетринская волость была упразднена. Вся её территория вошла в Терский район.

## Состав
По данным на 1913 год входили 5 населённых пунктов
- Палица (Пялица)
- Стрельна
- Тетрино — волостной центр
- Чапома
- Чеваньга (Чаваньга)